# Дьярмати, Ольга
Ольга Дьярмати (венг. Gyarmati Olga; 5 октября 1924, Дебрецен, Венгрия — 27 октября 2013, Гринфилд, Массачусетс, США) — венгерская легкоатлетка, олимпийская чемпионка 1948 года.
Ольга Дьярмати родилась в 1924 году в Дебрецене. В 17-летнем возрасте впервые стала чемпионкой Венгрии, всего завоёвывала этот титул 31 раз.
В 1948 году она приняла участие в Олимпийских играх в Лондоне, где завоевала золотую медаль в прыжках в длину, а в прыжках в высоту была лишь 17-й. В 1952 году на Олимпийских играх в Хельсинки она приняла участие в соревнованиях по прыжкам в длину, беге на 200 м и эстафете 4×100 м, но не завоевала медалей. В 1956 году на Олимпийских играх в Мельбурне в связи с подавлением венгерского восстания советскими войсками она приняла решение не возвращаться на родину, и эмигрировала в США.
В эмиграции Ольга Дьярмати вышла замуж за писателя Тамаша Ацела, также покинувшего Венгрию в 1956 году.